# Ulu Perak
Huyện Ulu Perak là một huyện thuộc bang Perak của Malaysia. Huyện Ulu Perak có dân số thời điểm năm 2010 ước tính khoảng 88845 người.